# 한지승
한지승(1967년 1월 28일 ~ )는 대한민국의 영화 감독이다.
1988년에 뮤지컬 감독 첫 데뷔 후 1996년 영화 《미스터 맘마》로 영화계에 데뷔하였다. 2006년에는 SBS TV 《연애시대》를 연출하기도 하였다.
한편, 가수 노영심과 2001년 결혼했으나 뒷날 이혼했다.

## 학력
- 서울고등학교 졸업
- 한양대학교 연극영화학과 학사
- 고려대학교 언론대학원 방송영상 석사

## 작품
| 년도   | 작품명                     | 영문명                   | 비고             |
| ------ | -------------------------- | ------------------------ | ---------------- |
| 1996년 | 고스트 맘마                | Ghost Mamma              |                  |
| 1998년 | 찜                         | Tie A Yellow Ribben      |                  |
| 2000년 | 하루                       | A Day                    |                  |
| 2006년 | 연애시대                   | Alone in Love            |                  |
| 2007년 | 싸움                       | Venus And Mars           |                  |
| 2012년 | 파파                       | Papa                     |                  |
| 2014년 | 신촌좀비만화               | MAD AND BAD              | 3D 옴니버스 영화 |
| 2014년 | 일리있는 사랑              | IIIy's Love              | TV 드라마        |
| 2018년 | 미스트리스                 | Mistress                 | TV 드라마        |
| 2020년 | 날씨가 좋으면 찾아가겠어요 | When the Weather Is Fine | TV 드라마        |

## 수상 경력 및 후보
| 연도 | 시상식                             | 부문                 | 작품        | 결과 |
| ---- | ---------------------------------- | -------------------- | ----------- | ---- |
|      | MBC 창사 30주년 기념 영상 컨테스트 | 연출상               |             | 수상 |
|      | 제8회 금관 영화제                  | 대상                 |             | 수상 |
| 1991 | 제17회 서울독립영화제              | 네이버상             |             | 수상 |
| 1997 | 제18회 청룡영화상                  | 신인감독상           | 고스트 맘마 | 후보 |
| 2001 | 제38회 대종상                      | 감독상               | 하루        | 수상 |
| 2007 | 제43회 백상예술대상                | TV부문 드라마 연출상 | 연애시대    | 후보 |
| 2007 | 제43회 백상예술대상                | TV부문 작품상        | 연애시대    | 후보 |
| 2012 | 제1회 애틀랜타 대한민국 영화제     | 올해의 감독상        |             | 수상 |